# Terasoft
Terasoft, a.s. Hořovice je česká softwarová firma, která působí jako vydavatel původního českého výukového softwaru pro školy. 
Vydává multimediální výukové tituly pro základní a střední školy a předškolní zařízení, které pracují v operačních systémech Microsoft Windows, ale i GNU/Linux, MacOS a dalších.
V roce 2001 se prezentovala na veletrhu Invex.